# Il ritorno (film 2003)
Il ritorno (Vozvraščenie) è un film del 2003 diretto da Andrej Zvjagincev, vincitore del Leone d'oro alla 60ª Mostra Cinematografica di Venezia.

## Trama
Due giovani fratelli, Vanja e Andrej, sono molto attaccati l'uno all'altro, forse per sopperire alle difficoltà di un'infanzia vissuta senza padre. L'improvviso ritorno del genitore dopo dodici anni di assenza scuote le esistenze dei due ragazzini. Con il riluttante assenso della madre, Vanja e Andrej si imbarcano in quella che credono essere una vacanza di pesca con il taciturno e misterioso genitore.

## Produzione
Realizzato con un budget di 400.000 dollari (incassandone 4.400.000), il film è stato girato tra il Lago Ladoga ed il Golfo di Finlandia nell'estate del 2002.

### Cast
Poco prima dell'uscita del film, il 25 giugno 2003, l'attore sedicenne che interpretava il ruolo del fratello maggiore, Vladimir Garin, morì accidentalmente affogando proprio in un lago che era stato utilizzato per le riprese del film, il lago di Osinovsk, nei pressi del villaggio di Sosnovo.

## Riconoscimenti
- 2003 - Mostra del Cinema di Venezia
  - Leone d'oro al miglior film
  - Leone del futuro - Premio Venezia opera prima "Luigi De Laurentiis"
- 2003 - European Film Awards
  - Prix Fassbinder (Andrei Zvjagincev)
- 2005 - Guldbagge
  - Miglior film straniero

## Stile
All’inizio del film c’è una citazione del Cristo morto di Andrea Mantegna: il padre dei due fratelli protagonisti è tornato a casa e sta dormendo, i due figli lo spiano incuriositi da dietro una porta e l'inquadratura in soggettiva restituisce la stessa posizione del corpo rappresentata nel celebre dipinto.